# Johan Gram
Joannes (Johan) Michaël Josephus Gram (Den Haag, 25 april 1833 - aldaar, 24 februari 1914) was een Nederlands schrijver, kunstcriticus, kunstgeleerde en schilder. Zijn werk bestaat naast novellen en romans uit reisschetsen, plaatsbeschrijvingen, kunstonderwerpen, kinderboeken, toneelstukken, levensbeschrijvingen, gedenkschriften en vertalingen.
Johan was de zoon van Cornelis Johannes Gram en Helena Elisabeth Stevens en werd geboren aan de westzijde van het Spui, naast de Kettingbuurt. In 1861 trouwde de katholieke Gram met de lutherse Caroline Luise Frederike Bernhard. Het gezin woonde in Den Haag eerst op de Zuid-Oost Buitensingel en de Paviljoensgracht. Nadat ze drie jaar boven Sociëteit De Vereeniging Den Haag hadden gewoond, verhuisden zij in 1874 naar het adres Toussaintkade 60.
Hij bezocht de Hollandsch-Fransche school voor jongelieden van beiderlei kunne van onderwijzer G.A. Burnier. Op veertienjarige leeftijd werd hij geplaatst op een notariskantoor. 's Avonds volgde hij lessen vreemde talen. Op de tekenacademie kreeg hij les van historieschilder Joh. van den Berg. In 1856 volgde hij een opleiding tot telegrafist. Van 1867 tot 1897 was hij stenograaf bij de Staten-Generaal.

## Kunst
Aan een van zijn eerst geschreven stukjes Een portret te Zaandam voegde hij zijn eigen illustraties toe. 
Naast schilder was Gram ook schilder, kunstcriticus, kunstgeleerde. Onderwerpen zijn genre- en figuurvoorstellingen. Hij was aangesloten bij Nieuwe of Littéraire Sociëteit De Witte en Pulchri Studio. Johan Gram was de vader van schilder, tekenaar, aquarellist Jo Gram (1865-1930).

## Erkenning
Nadat hem eerder al de Orde van de Eikenkroon was toegekend, kreeg hij op zijn zeventigste verjaardag het officierskruis van de orde van Oranje Nassau. Ook was hij erelid van Oudheidkundige Vereeniging Die Haghe en de Haagsche letterkundige Vereeniging Joost van den Vondel. In Den Haag is een straat naar hem genoemd.